# Бунинђиња (Алба)
Бунинђиња (рум. Buninginea) насеље је у Румунији у округу Алба у општини Чуруљаса. Oпштина се налази на надморској висини од 650 m.

## Становништво
Према подацима из 2002. године у насељу је живело 140 становника, од којих су сви румунске националности.